# Mike Hartmann (Motorsportler)

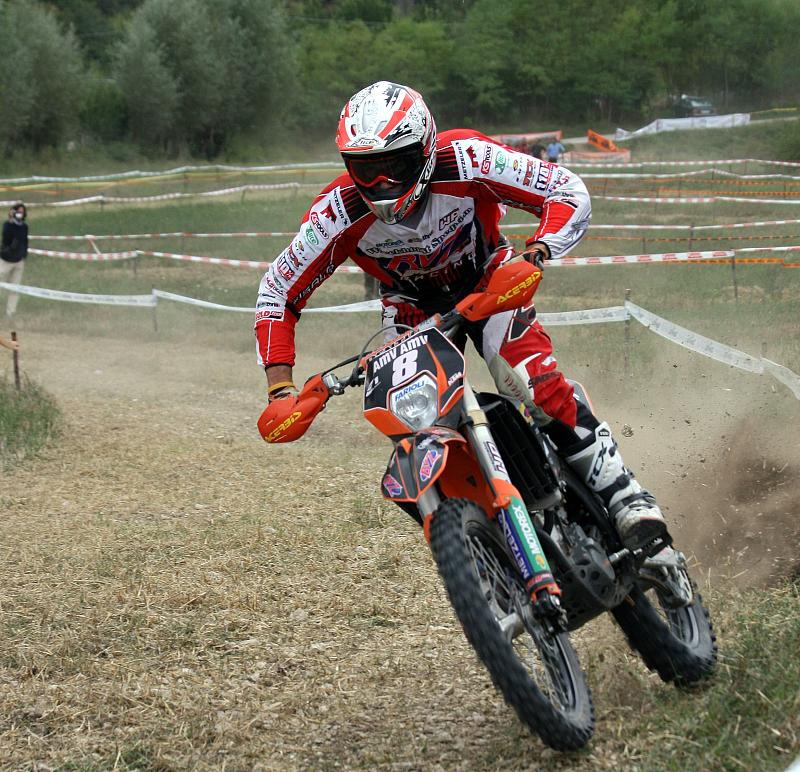
Mike Hartmann während des WM-Laufes 2008 in Italien

Mike Hartmann (* 5. August 1983) ist ein deutscher Endurosportler, Europameister und mehrfacher Deutscher Enduro-Meister.

## Sportlicher Werdegang
Mike Hartmann begann 1993 seine motorsportliche Karriere. Mit einer 60-cm³-Kawasaki startete er in der Deutschen Motocross-Meisterschaft und in der Süddeutschen Motocross-Meisterschaft und wurde Fünfter beziehungsweise Vierter. Im folgenden Jahr erreichte er den zweiten Platz in der deutschen Meisterschaft und den fünften in der süddeutschen Meisterschaft. Außerdem wurde er Sportler des Jahres in seiner Heimatstadt Heidenheim. 
Ab 1995 fuhr Hartmann eine 80er Kawasaki und wurde Dritter in der deutschen Meisterschaft und Zweiter in der süddeutschen Meisterschaft. Im Folgejahr wurde er Dritter in der süddeutschen Meisterschaft. Außerdem nahm er am ADAC-MX-Junior-Cup teil. 1997 wurde er baden-württembergischer Meister. 
1998 wechselte Mike Hartmann zu KTM und fuhr mit Maschinen mit 125 cm³ und 250 cm³. Im deutschen Motocross-Pokal konnte er erste Punkte erringen. In den folgenden Jahren steigerte er seine Leistungen, konnte jedoch keinen entscheidenden Durchbruch erzielen. Infolge einer Wirbel- und einer Knieverletzung musste er in der Saison 2001 bis in den August pausieren. Danach nahm er am Motocross-Weltmeisterschafts-Lauf in Gaildorf teil und fuhr erste Endurorennen.
2002 erreichte Hartmann den zweiten Platz in der Deutschen Enduro Meisterschaft in der Klasse bis 125 cm³ Zweitakt sowie den neunten Platz in der Championats-Wertung (Meister aller Klassen). Im folgenden Jahr wurde er Dritter in der Klasse und Neunter in der Championats-Wertung. Gleichzeitig startete er auch international. Er wurde mit seiner Mannschaft Zweiter in der Europameisterschaft, bei seinen ersten Six Days in Brasilien wurde er mit der deutschen Juniorennationalmannschaft Vierter.
2004 war Mike Hartmanns bisher erfolgreichstes Jahr: National wurde in der Klasse bis 125 cm³ Zweitakt Deutscher Meister und Sechster im Enduro-Championat. International wurde er im Einzel Europameister in der Klasse Junior E1 (bis 125 cm³ Zweitakt/250 cm³ Viertakt) und mit der Mannschaft Vierter.
In den Jahren 2005 bis 2008 wurde Hartmann Deutscher Meister in der Klasse E1, in der Championats-Wertung Fünfter, Dritter und Zweiter. 2005 wurde er mit der Mannschaft Zweiter in der Europameisterschaft. Bei der Six Days 2006 im neuseeländischen Taupō wurde er mit der Junioren-Nationalmannschaft Vierter. In den Jahren 2007 und 2008 war er jeweils im Aufgebot im Wettbewerb um die World Trophy und erreichte mit der Mannschaft den siebten bzw. achten Platz. Nach einem zwölften Platz in der Enduro-Weltmeisterschaft 2005 wurde er in den Jahren 2006 und 2007 jeweils Achter in der Gesamtwertung.
2009 und 2010 wurde Mike Hartmann Deutscher Meister in der Klasse E2 (175 cm³ bis 250 cm³ Zweitakt/290 cm³ bis 450 cm³ Viertakt). Bis einschließlich 2014 ging Hartmann noch in der nationalen Meisterschaft in dieser Klasse an den Start, erreichte in der Gesamtwertung jedoch mit dem dritten Platz 2011 lediglich noch eine weitere Podestplatzierung.
In der Saison 2011 startete er erstmals bei der FIM SuperEnduro WM (Indoor-Läufen) sowie der European und German Cross Country Meisterschaft (ECC bzw. GCC). In der GCC erreichte er den dritten Platz und in der ECC wurde er bei seiner Premiere Europameister. 2015 gewann er den erstmals ausgeschriebenen Superenduro-Europa-Cup im polnischen Łódź.
Seit 2018 fährt Mike Hartmann wieder bei ausgewählten Läufen im Motocross, so im vom DMV ausgeschriebenen MX-2-Takt-Cup. Hierbei erreichte er 2018 und 2019 mehrfach Podestplatzierungen bei einzelnen Läufen und auch in der Gesamtwertung.